# Коктума (село)
Коктума (каз. Көктұма, в переводе с казахского языка — «голубой родник») — село в Алакольском районе Жетысуской области Казахстана. Административный центр Ыргайтинского сельского округа. Код КАТО — 193477100. Ближайший город — Ушарал.
Коктума является курортным посёлком. Там находится множество частных пансионатов. В поселке есть несколько магазинов, мечеть, школа.
В окрестностях села находится одноимённое средневековое городище.

## Население
В 1999 году население села составляло 2016 человек (1034 мужчины и 982 женщины). По данным переписи 2009 года, в селе проживало 1729 человек (870 мужчин и 859 женщин).